# Joseph Panny
Joseph Panny (Kollmitzberg-Ardagger, Baixa Àustria, 23 d'octubre de 1796 – Magúncia, 7 de setembre de 1838) fou un violinista i compositor austríac. Contemporani de Beethoven, molt poques de les seves obres romanen en el repertori actiu en l'actualitat.
Fou director de concerts a Bergen i Altona, i després d'una vida aventurera a Magúncia fundà una escola de música, a la qual assistí durant un temps Cornelius.
Va compondre un concert de violí i orquestra per a Paganini, quartets, trios, sonates per a violí, tres Misses amb acompanyament d'orquestra, cors per a veus d'homes, lieder, etc.